# 68 km (obwód leningradzki)
68 km (ros. 68 км) – przystanek kolejowy w lasach w rejonie łomonosowskim, w obwodzie leningradzkim, w Rosji. Położony jest na linii z Dworca Bałtyckiego do Wiejmarna, w oddaleniu od skupisk ludzkich. Najbliższą miejscowością jest Fort Krasnaja Gorka.